# Emma Salazar
Emma Salazar (ur. 2 sierpnia 1967) – wenezuelska judoczka.
Wicemistrzyni igrzysk Ameryki Środkowej i Karaibów w 1990. Brązowa medalistka mistrzostw panamerykańskich w 1990 roku.